# Reinhold Rapp
Reinhold Rapp (* 14. Juli 1961 in Trier) ist ein deutscher Autor, Berater und Visiting Professor für Beziehungsmanagement. Er gilt als Experte für Customer-Relationship-Management und Relationship Marketing.

## Leben
Rapp kam 1985 in den USA erstmals mit dem Thema Customer-Relationship-Management in Verbindung. Nach Abschluss des Studiums arbeitete er von 1989 bis 1995 als Marketingleiter, wissenschaftlicher Mitarbeiter und Referent am Universitätsseminar der Wirtschaft (USW), Erftstadt. 1994 promovierte Reinhold Rapp berufsbegleitend im Bereich Marketing an der Universität Twente UT, Enschede in den Niederlanden. Seine Doktorarbeit hat er zum Thema Kundenzufriedenheit durch mehr Servicequalität verfasst.
Seit 1997 ist Rapp Visiting Professor für Relationship Marketing an der Cranfield University / School of Management in England, die als erste Hochschule weltweit einen Lehrstuhl zum Thema Relationship Marketing einrichtete. Unter anderem unterrichtet Reinhold Rapp auch an der London Business School, sowie ZFU International Business School, an der London Business School und am INSEAD (European Institute of Business Administration).
Von 1995 bis 1999 übernahm Rapp den damals erstmals aufgebauten Bereich Kundenmanagement bei der Lufthansa in Frankfurt. 1999 gründete Reinhold Rapp mit Partnern die Beratungsgesellschaft CRM Group (heute Vectia) mit Büros in Helsinki, München, London und Stockholm. 2005 bis 2007 arbeitete Rapp an der Gründung und Etablierung des German Economic Forum.
2007 gründete er die Reinhold Rapp Open House of Innovation GmbH in Grafing bei München mit dem Fokus, Relationshipmanagement-Grundsätze für den Innovationsprozess zu nutzen.
Seit 2018 ist er als Unternehmensberater bei Iskander Business Partner tätig. Weiterhin hat er zahlreiche Bücher geschrieben.

## Auszeichnungen
- Business Circle: Referent des Jahres[4]
- Teaching Award vom Zentrum für Unternehmensführung[5]

## Veröffentlichungen
- Praxishandbuch Kundenmanagement. Grundlagen, Fallbeispiele, Checklisten. Nach dem ULTIMA-Ansatz. 1. Aufl. Wiley-VCH, Weinheim 2007, ISBN 3-527-50250-5
- Customer Relationship Management. Das neue Konzept zur Revolutionierung der Kundenbeziehungen. 3. Aufl. Campus Verlag, 2005, ISBN 3593378094
- Handbuch Relationship Marketing. Konzeption und erfolgreiche Umsetzung. Herausgegeben gemeinsam mit A. Payne. 2. Auflage Vahlen Verlag, 2003, ISBN 3800629305
- Strategisches Account Management. Mit CRM den Kundenwert steigern. 1. Auflage; Gabler Verlag, 2002, ISBN 340911775X